# Doryrhamphus aurolineatus
Doryrhamphus aurolineatus es una especie de pez de la familia Syngnathidae en el orden de los Syngnathiformes.

## Morfología
Los machos pueden alcanzar 3,4 cm de longitud total.

## Reproducción
Es ovovivíparo y el macho transporta los huevos en una bolsa ventral, la cual se encuentra debajo de la cola.

## Hábitat
Es un pez  de mar y de clima tropical y asociado a los arrecifes de coral que vive hasta 11 m de profundidad.

## Distribución geográfica
Se encuentra en la isla Masirah (Omán, Mar de Arabia ).